# Musca abbreviata
Musca abbreviata är en tvåvingeart som först beskrevs av Johann Ludwig Christian Gravenhorst 1807.  Musca abbreviata ingår i släktet Musca och familjen kolvflugor.
Artens utbredningsområde är Tyskland. Inga underarter finns listade i Catalogue of Life.